# Culture dans la Nièvre
La culture de la Nièvre désigne les principaux aspects d'ordre culturel dans le département français de la Nièvre qui s'étend au centre-est de la France principalement sur la province du Nivernais en région Bourgogne-Franche-Comté.

## Spectacle vivant
- Théâtre de Nevers

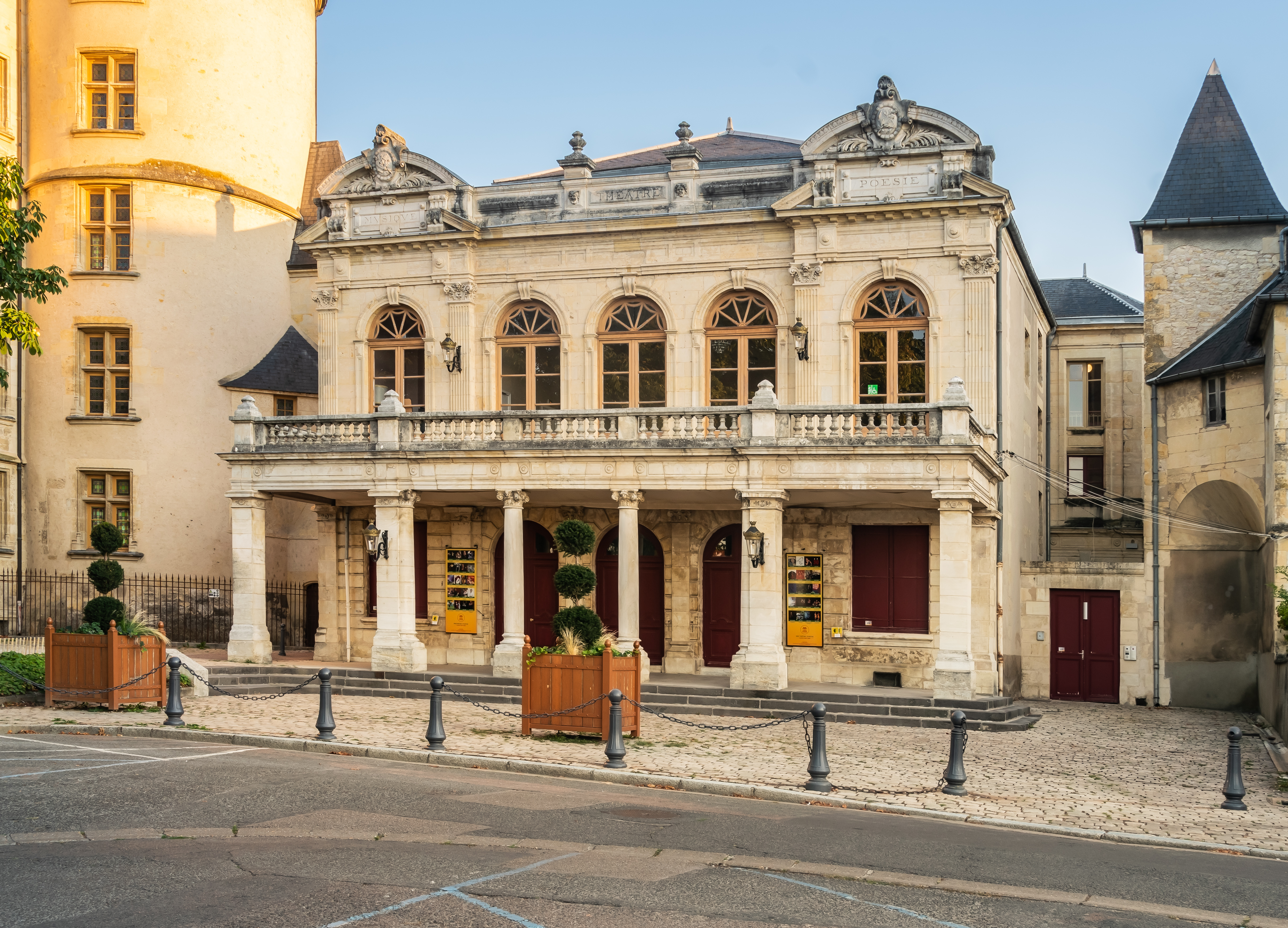
Le théâtre de Nevers.

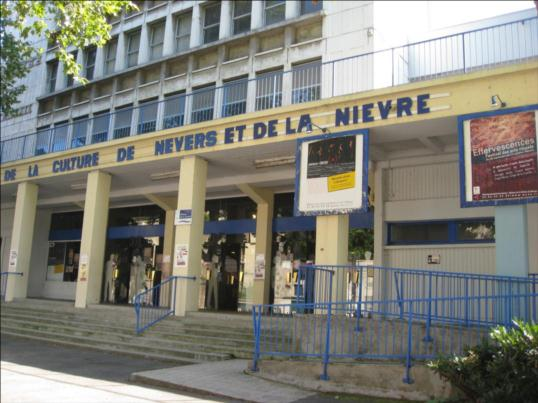
La Maison de la culture de Nevers.

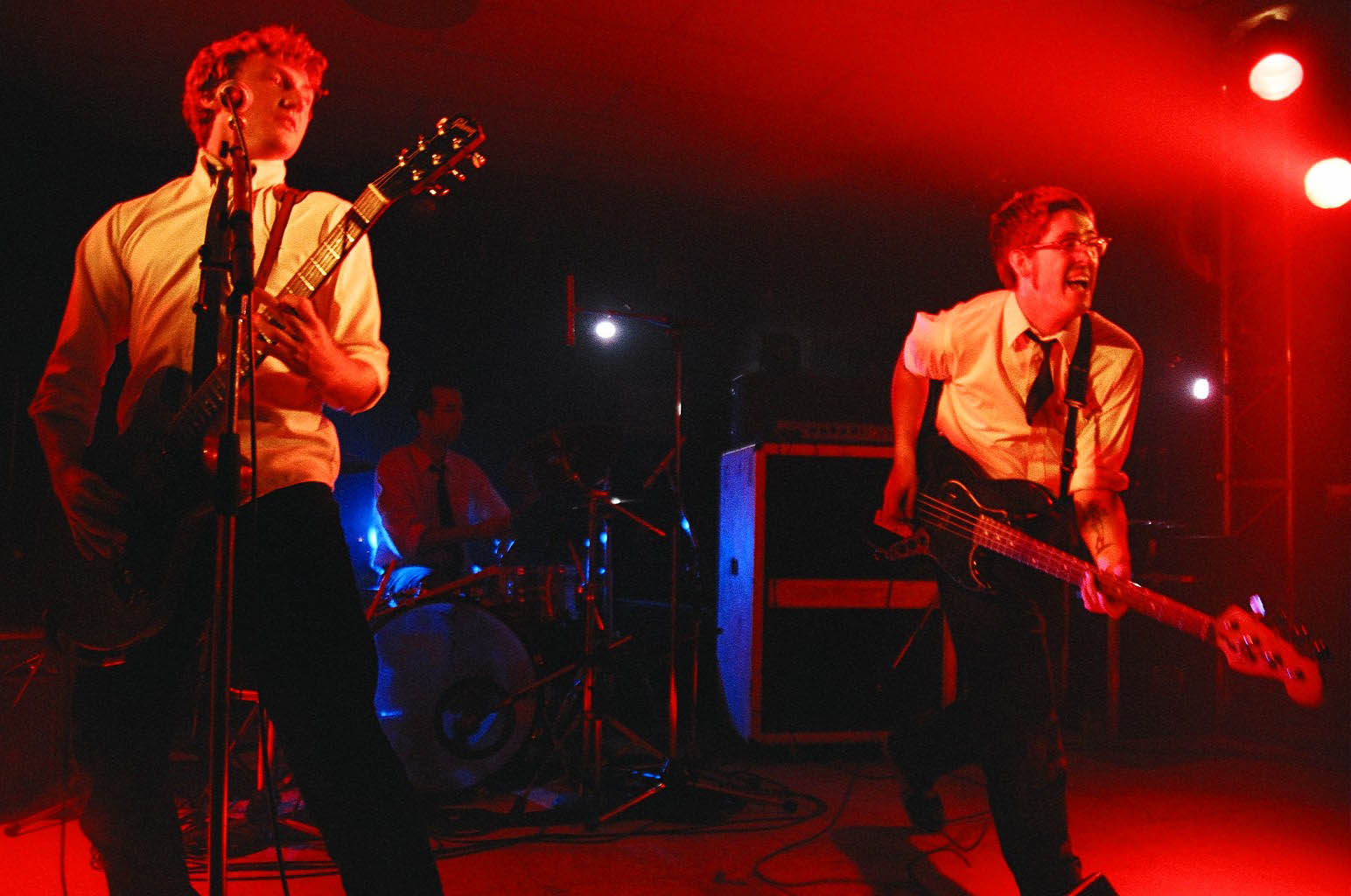
Festival Nevers à vif depuis 1987.

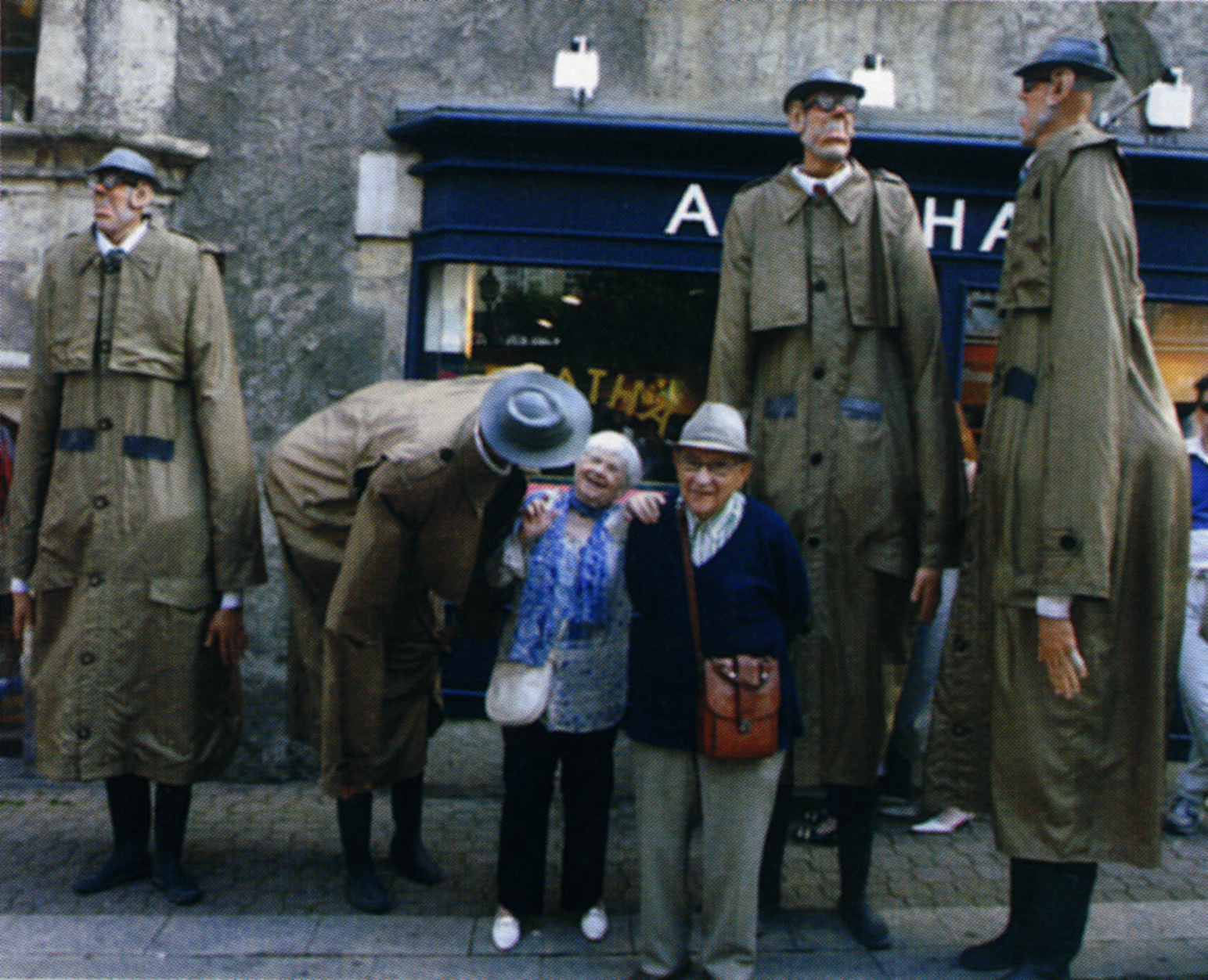
Festival de rue Les Zaccros.

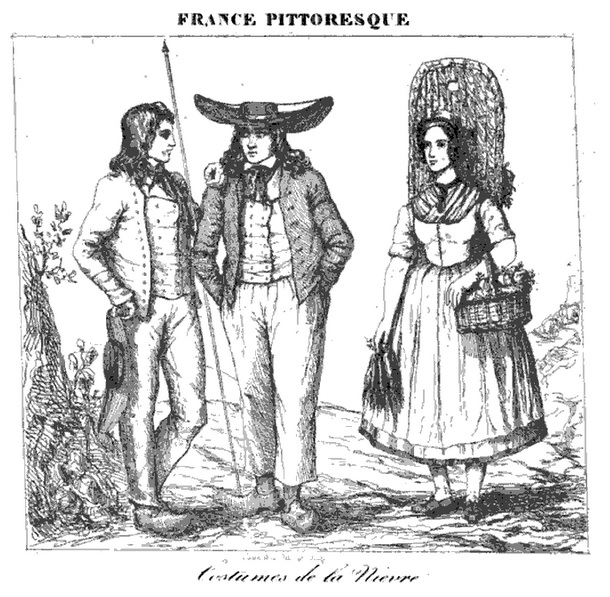
Costumes de la Nièvre.

- Maison de la culture de Nevers inaugurée en 1969.
- La bergerie de Soffin à Authiou
- Théâtre des Forges Royales à Guérigny
- Café Charbon à Nevers

### Salles de Cinéma
- Le Crystal Palace à La Charité-sur-Loire
- L'Étoile à Château-Chinon
- Le Casino à Clamecy
- L'Eden à Cosne-Cours-sur-Loire
- Le Cinéal à Decize
- Le Vox à Luzy
- Le Mazarin à Nevers
- Le Select Cinema à Saint-Honoré-les-Bains

### Festivals

#### Authiou
- Festival Chemins des Arts

#### Bazoches
- Nuits musicales de Bazoches du Morvan

#### Cercy-la-Tour
- Cambrouss Tival

#### La Charité-sur-Loire
- Blues en Loire
- Festival de cordes
- Festival du Mot
- Format raisins

#### Chevenon
- L'étang du folk

#### Clamecy
- Festival Des Perthuis

#### Corbigny
- Fêtes musicales de Corbigny
- La transverse - Les arts de la rue en pays corbigeois

#### Cosne-Cours-sur-Loire
- Festival des jeunes créateurs contemporains
- Garçon, la note !

#### Larochemillay
- Larochemillay jazz festival

#### Lormes
- Festival chanson française
- Festival de la cours Denis

#### Luzy
- Festival de Luzy
- Fête de l'accordéon
- Fête du violon
- Le vent sur l'arbre
- The rock à bylette vintage festival

#### Montsauche-les-Settons
- Sun festival

#### Nannay
- Les Conviviales, art, cinéma et ruralité

#### Nevers
- D'Jazz Nevers festival
- La Nièvre rencontre l'Algérie
- Les échos du charbon
- Les zaccros d'ma rue
- Nevers à vif

#### Parigny-les-Vaux
- Festival de Parigny les Vaux

#### Planchez
- Pied au Planchez

#### Saint-Agnan
- Rencontre de Saint-Agnan

#### Saint-Amand-en-Puisaye
- Les estivales en Pusaye Forterre

#### Saint-Saulge
- AMUN

#### Varennes-Vauzelles
- Rock en plaine

#### Varzy
- Festi'Val du Sauzay

#### Villiers-sur-Yonne
- L'alambic électrique

## Patrimoine

### Musées
- Musée des nourrices et des enfants de l'Assistance publique à Alligny-en-Morvan
- Le Moulin Blot à Bouhy
- Musée des Traditions Paysannes de Bourgogne Nivernaise à La Celle-sur-Loire
- Écomusée du flottage à Clamecy
- Musée d'Art et d'Histoire Romain Rolland à Clamecy
- Musée municipal de La Charité-sur-Loire
- Musée du Costume à Château-Chinon
- Musée du Septennat de François Mitterrand à Château-Chinon
- Musée de la Loire à Cosne-Cours-sur-Loire
- Écomusée de la meunerie à Donzy
- Musée de la civilisation celtique de Bibracte à Glux-en-Glenne
- Musée de la saboterie Marchand à Gouloux
- Musée Les Forges à Guérigny
- Musée de la vie locale à Luzy
- Musée de la Mine à La Machine
- Musée Guy Ligier à Magny-Cours
- Musée Gautron du Coudray à Marzy
- Maison de l'élevage et du Charolais à Moulins-Engilbert
- Musée archéologique du Nivernais à Nevers
- Musée de l'éducation de Nevers à Nevers
- Musée de la Faïence et des Beaux-Arts à Nevers
- Musée de Sainte Bernadette à Nevers
- La Maison du vin et de la tonnellerie à Ouroux-en-Morvan
- Centre d'art contemporain du parc Saint Léger à Pougues-les-Eaux
- Le Pavillon du Milieu de Loire à Pouilly-sur-Loire
- Musée du grès ancien à Prémery
- Musée du grès à Saint-Amand-en-Puisaye
- Musée de la Résistance à Saint-Honoré-les-Bains
- Maison des Hommes et des paysages à Saint-Brisson
- Musée de la Résistance en Morvan à Saint-Brisson
- Musée de la Marine Fluviale / Toueur à Saint-Léger-les-Vignes
- Musée de la machine agricole et de la ruralité à Saint-Loup
- Maison des métiers du monde rural à Tamnay-en-Bazois, définitivement fermé selon Google
- Musée Auguste Grasset à Varzy
- Le musée de la Louise à Vielmanay

## Vie culturelle

### Le livre et l'écrit

#### Associations
- Société scientifique et artistique de Clamecy (bulletin annuel)
- Société nivernaise des lettres, sciences et arts (bulletin annuel)
- Société académique du Nivernais (bulletin annuel)
- Camosine (Les Annales des Pays nivernais, revue annuelle)
- Cercle généalogique et historique Nivernais-Morvan (Blanc Cassis, revue quadrimestrielle)

#### Poètes
- Achille Millien (1838-1927)
- Louis Mirault dit Fanchy (1866-1938)

#### Historiens
- Lucien Charrault (1870-1953), dit l'abbé Charrault
- Léon Mirot (1870-1946)
- André Biver (1886-1957)
- Romain Baron (1898-1985)

#### Écrivains
- Claude Tillier (1801-1844)
- Romain Rolland (1866-1944)
- Michel Benoit (1957)

### Musique, danse, théâtre

#### Théâtre
- Louis de Courmont (1828-1900),

### Dessins, peintures, sculptures

#### Peintres
- Peintres nés dans la Nièvre : 
  - Hector Hanoteau (1823-1890)
  - Anaïs Beauvais (1832-1898)
  - Alfred Garcement (1842-1927)
  - Marcel Montreuil (1894-1976)
  - Rex Barrat (1914-1974)

#### Céramistes
- Pietro Favret (1871-1936)

#### Sculpteurs
- Émile Boisseau (1842-1923), Lucienne Signoret-Ledieu (1853-1904)

## Théâtre, cinéma et télévision
- Liste de films tournés dans le département de la Nièvre avec notamment Mon oncle Benjamin (1969),
- Acteurs nés dans la Nièvre : Jean-Luc Moreau (1944) également metteur en scène,
- Acteurs ayant vécu dans la Nièvre :
- Producteurs, réalisateurs... :
- Auteurs de théâtre : Michel Benoit (1957)

### Les produits du terroir
- Nougatine de Nevers
- Négus de Nevers
- Vin de Pouilly-sur-Loire